# El Poble Andorrà
El Poble Andorrà (en español:El Pueblo Andorrano) fue un diario publicado en Andorra creado en el año 1974 en el Principado y que se editó diariamente hasta el año 1977, cuando pasó a ser un semanario.
Fue el único diario en catalán durante dos años hasta la fundación del diario Avui en Cataluña con la llegada de la democracia a España.
- Datos: Q8773309